# Elisiário
Elisiário este un oraș în São Paulo (SP), Brazilia.